# Ich werde nicht schweigen

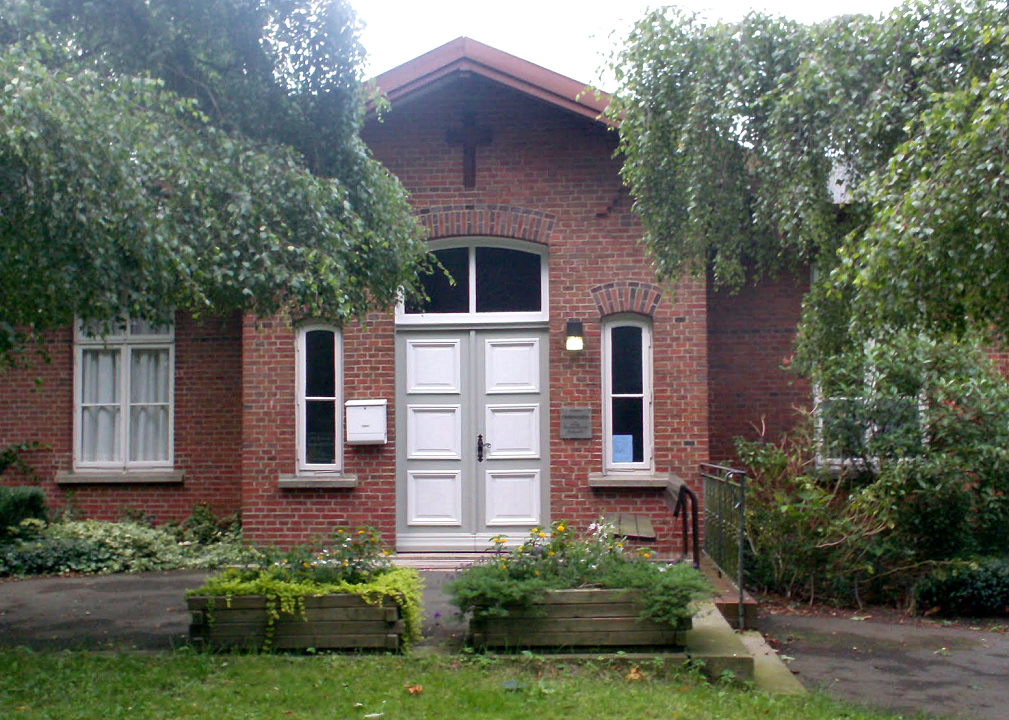
Eingang zur Gedenk- und Dokumentationsstätte für Opfer der Krankenmorde in der Zeit des Nationalsozialismus in der Alten Pathologie in Wehnen.

Ich werde nicht schweigen ist ein deutscher Fernsehfilm aus dem Jahr 2017. Das Nachkriegsdrama beruht auf wahren Begebenheiten und ist angelehnt an die Geschichte der Großmutter der Regisseurin Esther Gronenborn. Nadja Uhl verkörpert Margarethe Oelkers im Film. Tragende Rollen sind mit Janina Fautz, Barbara Philipp, Martin Wuttke, Rudolf Kowalski sowie Katja Flint und Eleonore Weisgerber in Gastrollen besetzt.
Der Film feierte auf dem 28. Internationalen Filmfest Emden-Norderney Premiere, wo er am 9. und 12. Juni 2017 präsentiert wurde.

## Handlung
Oldenburg 1948: Der jungen Kriegerwitwe und Mutter von zwei Söhnen, Margarethe Oelkers, wird die ihr zustehende Kriegswitwenrente wegen einer fehlenden Bestätigung über die Beschäftigung ihres Mannes beim Gesundheitsamt verweigert. Als sie deshalb auf dem Fürsorgeamt die Kontrolle verliert, wird sie vom ehemaligen Vorgesetzten ihres Mannes, Dr. Ahrens, mit der Diagnose Schizophrenie in die Heil- und Pflegeanstalt Wehnen (Heute: Karl-Jaspers-Klinik Wehnen) eingewiesen. Ein Jahr lang wird Margarethe Oelkers dort gequält und gedemütigt und unter anderem einer Elektroschocktherapie unterzogen. Nach ihrer Entlassung kehrt sie traumatisiert in ihre Wohnung zurück und wird unter die Vormundschaft ihres Nachbarn, des ehemaligen SS-Mitglieds Erich Windhorst, gestellt.
Fortan kämpft sie um das Sorgerecht für ihre Kinder und um ihre vollständige Rehabilitierung. Sie vertieft ihre Freundschaft zu Antje Eversen, deren Mutter während des Nazi-Regimes in Wehnen verstorben ist. Margarethe Oelkers bringt nach und nach in Erfahrung, was in Wehnen geschah, und beginnt, die Aufzeichnungen ihres Mannes zu verstehen. Dieser dokumentierte offenbar heimlich die in Wehnen praktizierten Krankenmorde.
Für Oelkers' Forderung nach einer Bescheinigung, nie an Schizophrenie erkrankt gewesen zu sein, müsste Dr. Ahrens eine Fehldiagnose einräumen. Margarethe Oelkers stellt ihn zur Rede und beschuldigt ihn, sie eingewiesen zu haben, um sie mundtot zu machen. Dr. Ahrens entpuppt sich als unbelehrbarer Anhänger der sogenannten nationalsozialistischen „Rassenhygiene“, der die damalige Zeit glorifiziert. Frau Ahrens, für die Margarethe Oelkers genäht hat, erkennt die Gefahr, in die ihr Mann sich durch seine unbelehrbare Art bringt, auch weil sie weiß, dass Oelkers nicht einfach schweigen wird. Sie sorgt dafür, dass Margarethe bekommt, was sie um jeden Preis haben will: die geforderte Bescheinigung, um das Sorgerecht für ihre Kinder zurückzuerhalten, die aber auch die Bestätigung enthält, dass Ahrens sich in seiner Diagnose geirrt hat und ihre Einweisung in die Irrenanstalt zu Unrecht erfolgt ist. Ihre Kinder sollen nicht mit dem Manko aufwachsen, das durch den Verdacht, ihre Mutter sei „verrückt“ gewesen, im Raum steht.
Die kleine Familie zieht sodann aus gutem Grund in eine neue Wohnung.
Als Erich Windhorst festgenommen wird, quittiert das Margarethes Nachbarin, Frau Schröder, die ein inniges Verhältnis zu Windhorst pflegte, mit den Worten, dass man sie, die Verrückte, vergasen sollte, anstatt anständige Bürger einfach abzuführen.

## Produktion, Veröffentlichung
Es handelt sich um eine Produktion der Nordfilm in Koproduktion mit Mia Film im Auftrag des ZDF. Die Redaktion im ZDF lag bei Caroline von Senden und Anja Helmling-Grob. Gedreht wurde vom 14. Mai bis 15. Juli 2016 in Prag und Umgebung. Der Film wurde von der Nordmedia-Film- und Mediengesellschaft mit 150.000 Euro gefördert.
Fernsehpremiere hatte Ich werde nicht schweigen (Arbeitstitel: Die Vergeltung) am 8. September 2017 beim Kulturkanal Arte, sowohl im deutschen Programm als auch im französischen unter dem Titel Je ne me tairai pas.

## Kritiken
Bild der Frau lobt: „Rudolf Kowalski spielt diesen Mann [Anm.: Dr. Ahrens] sehr überzeugend als einen Unbelehrbaren, wie es sie nach dem Krieg noch viele und für lange Zeit in bedeutenden Positionen in Ärzteschaft und Justiz gegeben hat. Der Film wird aber vor allem von der Hauptdarstellerin Nadja Uhl […] als mutige und unerschrockene Mutter getragen.“
TV Spielfilm zeigt mit dem Daumen nach oben und vergibt 2 von 3 möglichen Punkten für Anspruch sowie 1 für Spannung und schreibt: „Bestürzender Rückblick auf dunkle Zeiten.“
Der Filmdienst schrieb, das „nach authentischen Ereignissen packend gestaltete (Fernseh-)Drama, [überzeugt] in der sensiblen Interpretation der Hauptfigur.“ Kritisiert werden Klischees, die jedoch „in der grundsätzlich stimmungsvollen Atmosphäre […] nicht störend ins Gewicht“ fielen.
Die GOKA-Wertung lautet: „‚Ich werde nicht schweigen‘ erzählt eine bedrückende Geschichte. Ein eindrücklicher Film, der gerade deswegen so erschreckend wirkt, da er auf wahren Begebenheiten beruht. Großartig verkörpert Nadja Uhl die kämpferische Kriegswitwe, die sich trotz aller Hindernisse behauptet.“ Weiter hieß es, man solle sich den Film ansehen, „weil er von einem Kapitel des Nationalsozialismus in Deutschland erzähl[e], vor dem man nicht die Augen verschließen“ dürfe.

## Auszeichnungen
- Esther Gronenborn war auf dem Internationalen Filmfest Emden-Norderney in der Kategorie „Neue Deutsche Filme“ für einen Preis nominiert.[4]
- Kandidat für die Goldene Kamera der Funke Mediengruppe[7]